# Урочище Караби-яйла
«Уро́чище Караби́-яйла́» (укр. «Урочище Карабі-яйла», крымскотат. «Qarabiy yayla ayırığı», «Къарабий яйла айырыгъы») — урочище и ботанический заказник общегосударственного значения, расположенный в Крымских горах на территории Белогорского района (Крым). Площадь — 491 га. Землепользователь — Белогорское государственное лесное хозяйство.

## История
Заказник основан 3 августа 1978 года Постановлением Совета Министров УССР от 03.08.78 г. № 383.

## Описание
Расположен в Крымских горах в центральной части нагорного плато Караби-яйла западнее села Генеральское на территории Новокленовского лесничества кварталы 74, 75, 84-86.
Ближайшие населённые пунктыː Генеральское (южнее) и Красносёловка (восточнее), города — Алушта (южнее) и Белогорск (севернее).